# Hovtashen (Shirak)
Pour les articles homonymes, voir Hovtashen (homonymie).
Hovtashen (en arménien Հովտաշեն) est une communauté rurale du marz de Shirak en Arménie. En 2008, elle compte 298 habitants.